# Prófase
A prófase é a primeira fase da mitose e da meiose, onde os cromossomos se condensam, os nucléolos e a carioteca se desfazem, dispersando seus componentes no citoplasma.
Na mitose, a prófase caracteriza-se pela individualização dos cromossomos duplicados no interior do núcleo, pelo aparecimento do fuso mitótico e pela decomposição da membrana nuclear (carioteca) e é o início da mitose. Acontece duplicação dos centríolos e formação dos fusos e áster.
É a etapa mais longa da mitose. As cromatinas espiralizam-se, tornando-se progressivamente mais condensadas, curtas e grossas, formando os cromossomos. Os centrossomos (dois pares de centríolos) afastam-se para polos opostos, formando entre eles o fuso acromático. O fuso acromático (ou fuso mitótico) é formado por feixes de fibrilas de microtúbulos proteicos, que são feitos de tubulina.
No final da prófase, o(s) nucléolo(s) desaparece(m) e o invólucro nuclear desagrega-se.
a prófase tem 5 subfases mas a sua principal é o paquiteno que ocorre a troca de cromossomos fazendo com que não fiquem com a mesma genética.
Entre a prófase e a metáfase há uma fase intermediária chamada prometáfase. Essa etapa começa com o rompimento da carioteca. Os microtúbulos do fuso ligam-se aos cinetócoros  (discos de proteína na região do centrômero ) .  Então, os cromossomos movimentam-se para a região mediana da célula  e a prometáfase termina com a chegada dos cromossomos a essa região mediana. 